# John Campbell, 4.º Duque de Argyll
John Campbell, 4.º Duque de Argyll KT PC (c. 1693 — Londres, 9 de novembro de 1770) foi um político whig escocês nos séculos XVII e XVIII.

## Biografia
Era filho de John Campbell, o terceiro filho de Archibald Campbell, 9.º Conde de Argyll, e de Elizabeth Elphinstone, filha de John Elphinstone, 8º Lorde Elphinstone. Em 1720 casou com Mary Drummond Ker, filha de John Drummond Ker, 2.º Lorde Bellenden de Broughton.
Campbell entrou para o exército ainda muito jovem, tornando-se tenente-coronel com a idade de dezenove anos. Porém, logo seguiu a carreira política, tornando-se membro do Parlamento (MP) por Buteshire (1713-1715), Elgin Burghs (1715-1722 e 1725-1727), e, finalmente, Dunbartonshire (1727-1761). Durante a maior parte de seu mandato como membro do Parlamento por Dunbartonshire, Campbell ocupou o cargo de Groom of the Bedchamber.
Além disso, serviu no exército durante seus períodos no Parlamento, e tornou-se coronel do 39.º Regimento de Infantaria (1737-1738) e do 21º Regimento de Infantaria (1738-1752), servindo com honra na Batalha de Dettingen em 1741.
Campbell ganhou rapidamente promoções militares, tornando-se brigadeiro-general, em 1743, major-general em 1744, e tenente-general em 1747, tornou-se coronel dos Dragões Britânicos do Norte em 1752, posto que ocupou até sua morte.
Ao herdar seus títulos de nobreza (quando seu primo morreu em abril de 1761), deixou a Câmara dos Comuns e tornou-se governador de Limerick e um representante de pares escoceses. O Duque de Argyll se tornou conselheiro privado em 1762, general em 1765, e cavaleiro da Ordem do Cardo-selvagem no mesmo ano.
Seu filho Lorde William Campbell foi o último governador britânico da Carolina do Sul.